# ليمان جوستين
ليمان جوستين (بالإنجليزية: Lyman Heath)‏ هو مغني أمريكي، ولد في 24 أغسطس 1804، وتوفي في 30 يوليو 1870.